# Crkva sv. Antuna Padovanskog i kapela poklonac u Generalskom Stolu
Crkva sv. Antuna Padovanskog i kapela poklonac je crkva u općini Generalski Stol, zaštićeno kulturno dobro.

## Opis dobra
Crkva je smještena u središtu naselja, na povišenom položaju, uz povijesnu Jozefinsku cestu. Jednobrodna je građevina pravokutnog tlocrta s užim polukružnim svetištem, sakristijom sjeveroistočno uz svetište i zvonikom iznad glavnog pročelja. Prostor lađe svođen je s dva traveja čeških svodova, prostor svetišta češkim svodom i polukalotom nad zaključkom svetišta. Potkorni prostor svođen je češkim kapama. Neostilski inventar crkve, glavni i dva bočna oltara import su tirolske radionice s početka 20. st. Crkva sagrađena od kamena i opeke 1829. godine, kvalitetan je primjer krajiške tipizirane sakralne građevine građene u klasicističkom stilu.

## Zaštita
Pod oznakom Z-3093 zaveden je kao nepokretno kulturno dobro – pojedinačno, pravna statusa zaštićena kulturnog dobra, klasificirano kao "sakralna graditeljska baština".